# Лондон-Бритен Тауншип (округ Честер, Пенсільванія)
Лондон-Бритен Тауншип (англ. London Britain Township) — селище (англ. township) в США, в окрузі Честер штату Пенсільванія. Населення — 3179 осіб (2020).

### Клімат
| Клімат : Лондон-Бритен Тауншип | Клімат : Лондон-Бритен Тауншип | Клімат : Лондон-Бритен Тауншип | Клімат : Лондон-Бритен Тауншип | Клімат : Лондон-Бритен Тауншип | Клімат : Лондон-Бритен Тауншип | Клімат : Лондон-Бритен Тауншип | Клімат : Лондон-Бритен Тауншип | Клімат : Лондон-Бритен Тауншип | Клімат : Лондон-Бритен Тауншип | Клімат : Лондон-Бритен Тауншип | Клімат : Лондон-Бритен Тауншип | Клімат : Лондон-Бритен Тауншип | Клімат : Лондон-Бритен Тауншип |
| Показник                       | Січ.                           | Лют.                           | Бер.                           | Квіт.                          | Трав.                          | Черв.                          | Лип.                           | Серп.                          | Вер.                           | Жовт.                          | Лист.                          | Груд.                          | Рік                            |
| Середній максимум, °C          | 4,7                            | 6,3                            | 11,2                           | 17,8                           | 23,1                           | 28,1                           | 30,4                           | 29,4                           | 25,5                           | 19,2                           | 13,1                           | 6,8                            | 18,0                           |
| Середня температура, °C        | −0,1                           | 1,4                            | 5,7                            | 11,6                           | 16,9                           | 22,1                           | 24,5                           | 23,7                           | 19,6                           | 13,2                           | 7,8                            | 2,3                            | 12,4                           |
| Середній мінімум, °C           | −4,7                           | −3,6                           | 0,1                            | 5,3                            | 10,7                           | 16,1                           | 18,7                           | 17,9                           | 13,8                           | 7,2                            | 2,4                            | −2,3                           | 6,8                            |
| Норма опадів, мм               | 84                             | 71                             | 107                            | 94                             | 106                            | 103                            | 118                            | 93                             | 114                            | 89                             | 89                             | 95                             | 1163                           |
| Вологість повітря, %           | 66.8                           | 63.3                           | 59.0                           | 58.6                           | 62.7                           | 66.6                           | 68.1                           | 69.6                           | 71.1                           | 69.3                           | 67.9                           | 68.1                           | 65.9                           |
| ------------------------------ | ------------------------------ | ------------------------------ | ------------------------------ | ------------------------------ | ------------------------------ | ------------------------------ | ------------------------------ | ------------------------------ | ------------------------------ | ------------------------------ | ------------------------------ | ------------------------------ | ------------------------------ |
| Джерело: PRISM                 |                                |                                |                                |                                |                                |                                |                                |                                |                                |                                |                                |                                |                                |

## Демографія
Згідно з переписом 2010 року, у селищі мешкало 3139 осіб у 1092 домогосподарствах у складі 936 родин. Було 1128 помешкань
Расовий склад населення:
| - 95,1 % — білих - 1,4 % — азіатів - 1,3 % — чорних або афроамериканців - 0,1 % — корінних американців |

До двох чи більше рас належало 1,5 %. Частка іспаномовних становила 2,3 % від усіх жителів.
За віковим діапазоном населення розподілялося таким чином: 25,7 % — особи молодші 18 років, 62,4 % — особи у віці 18—64 років, 11,9 % — особи у віці 65 років та старші. Медіана віку мешканця становила 44,1 року. На 100 осіб жіночої статі у селищі припадало 104,2 чоловіків;  на 100 жінок у віці від 18 років та старших — 100,4 чоловіків також старших 18 років.
Середній дохід на одне домашнє господарство  становив 150 614 долари США (медіана — 110 781), а середній дохід на одну сім'ю — 162 525 доларів (медіана — 120 441). Медіана доходів становила 85 583 долари для чоловіків та 56 667 доларів для жінок. За межею бідності перебувало 1,2 % осіб, у тому числі 0,7 % дітей у віці до 18 років та 5,3 % осіб у віці 65 років та старших.
Цивільне працевлаштоване населення становило 1600 осіб. Основні галузі зайнятості: освіта, охорона здоров'я та соціальна допомога — 24,5 %, науковці, спеціалісти, менеджери — 14,3 %, виробництво — 13,3 %.